# Carlos Antonio de Souza Júnior
Carlos Antonio de Souza Júnior, oder einfach Carlinhos Junior (* 8. August 1994 in Rio de Janeiro), ist ein brasilianischer Fußballspieler.

## Karriere
Carlinhos Junior erlernte das Fußballspielen in der Jugendmannschaft von Paraná Clube in Curitiba im Bundesstaat Paraná. Hier unterschrieb er 2013 auch seinen ersten Profivertrag. 2016 wechselte er für ein Jahr nach João Pessoa zum Botafogo FC (PB). Nach Europa wechselte er 2017. Hier unterschrieb er in der Schweiz einen Vertrag beim FC Lugano. Der Club aus Lugano spielte in der höchsten Liga des Landes, der Super League. Für Lugano absolvierte er 90 Erstligaspiele. 2020 zog es ihn nach Asien. Hier nahm ihn der japanische Erstligist Shimizu S-Pulse aus Shimizu unter Vertrag. Am Ende der Saison 2022 musste er mit dem Verein als Tabellenvorletzter in die zweite Liga absteigen. Am Ende der Saison 2024 feierte er die Meisterschaft und stieg in die erste Liga auf. Nach 142 Ligaspielen wechselte er im Februar 2025 zu den ebenfalls in der zweiten Liga spielenden JEF United Ichihara Chiba.

## Erfolge
Shimizu S-Pulse
- Japanischer Zweitligameister: 2024